# STS-30
STS-30 — космічний політ БТКК «Атлантіс» за програмою «Спейс Шаттл» (29-й політ програми, 4-й політ для «Атлантіса»). Основною метою експедиції STS-30 було виведення на орбіту супутника радіолокаційного картографування Венери «Магеллан».
Іншим корисним вантажем було:
- Обладнання для експериментальної мезомасштабної блискавки (Mesoscale Lightning Experiment),
- Експериментальний блок для дослідження рідин в умовах мікрогравітації,
- Обладнання для AMOS-експерименту (Air Force Maui Optical Site).

Одна з п'яти ЕОМ загального призначення відмовила, і довелося замінити запасною. Перший раз комп'ютер був включений на орбіті.

## Екіпаж
- (НАСА): Девід Вокер (2)[2] — командир;

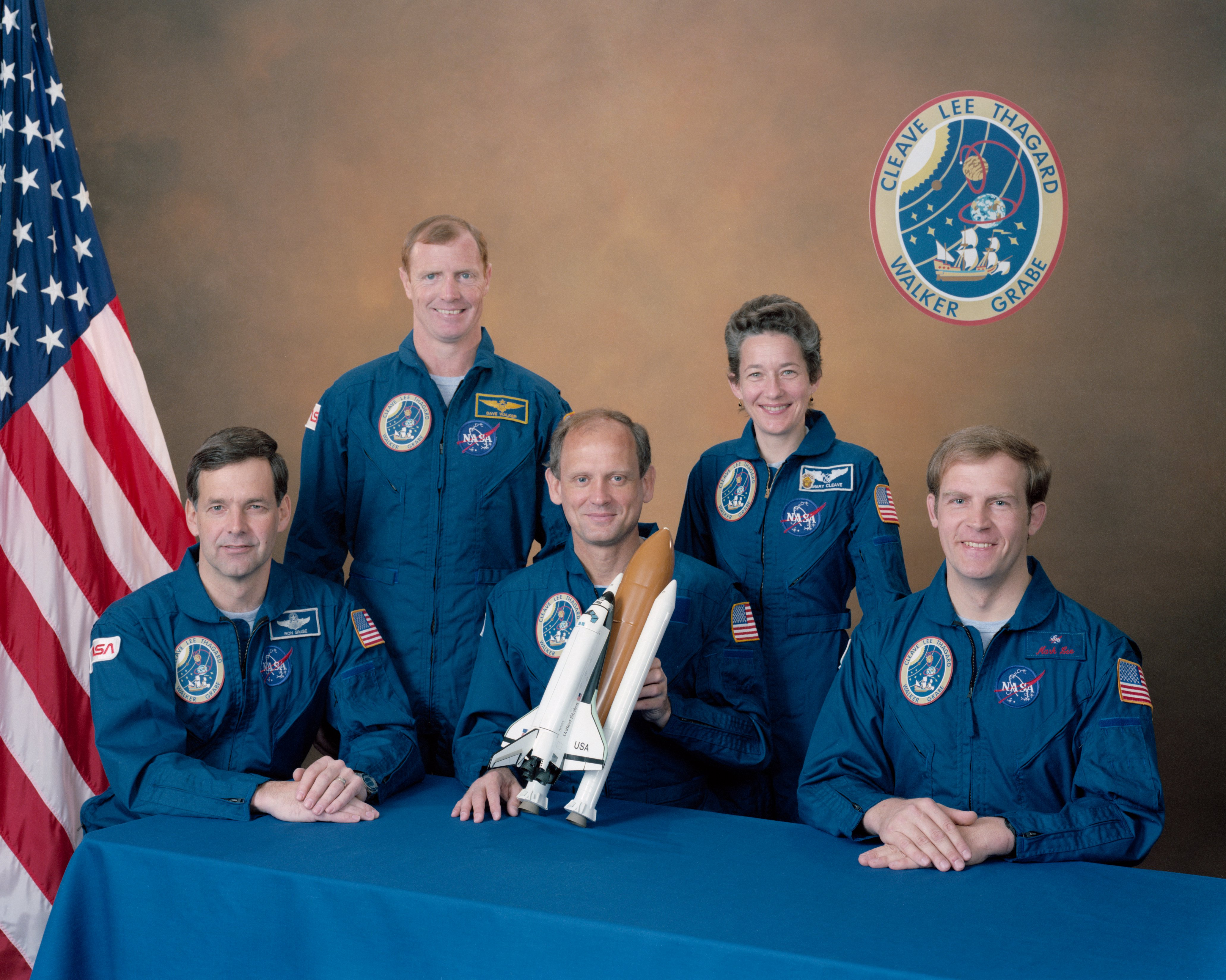
Екіпаж STS-30: (зліва-направо): Р. Грейб, Д. Вокер, Н. Тагард, М. Клів і М. Лі

- (НАСА) : Роналд Джон Грейб (англ. Ronald J. Grabe) (2) — пілот;
- (НАСА): Норман Тагард (англ. Norman Earl Thagard)(3) — фахівець польоту −1;
- (НАСА): Мері Клів (англ. Mary Louise Cleave) (2) — фахівець польоту −2;
- (НАСА): Марк Лі (1) — фахівець польоту −3.

## Параметри польоту
- Вага :
  - ‘‘‘' При старті — 118 441 кг;
  - ‘‘‘' При посадці — 87296 кг;
- Вантажопідйомність — 20833 кг.

## «Магеллан»
Основною метою місії STS-30 було виведення на орбіту автоматичної міжпланетної станції (АМС) «Магеллан», в завдання якого входило радіолокаційне картографування Венери. 5 травня в 1:04 АМС з розгінним блоком ВМС була виведена з вантажного відсіку «Атлантіса». У 2:27, після того як відпрацювали обидва ступені розгінного блоку, «Магеллан» відокремився від шаттла і почав 15 — місячну подорож до Венери.

## Емблема
Емблема STS-30 символізує об'єднання пілотованої і непілотованої програм НАСА: Сонце і планети Сонячної системи показані з траєкторії, з'єднує Землю і Венеру орбітою шаттла (також зображена венерианська орбіта міжпланетного зонда). Іспанська каравела «Тринідад», судно Фернана Магеллана, як офіційний символ програми «Магеллан», нагадує про подорожі XVI століття і вказує на спадщину пригод і відкриттів того часу.
Сім зірок символізують загиблих астронавтів «STS-51-L». Гроно з п'яти зірок у формі сузір'я Кассіопеї вказують на п'ятьох членів екіпажу STS-30, які брали участь у розробці емблеми.

## Галерея

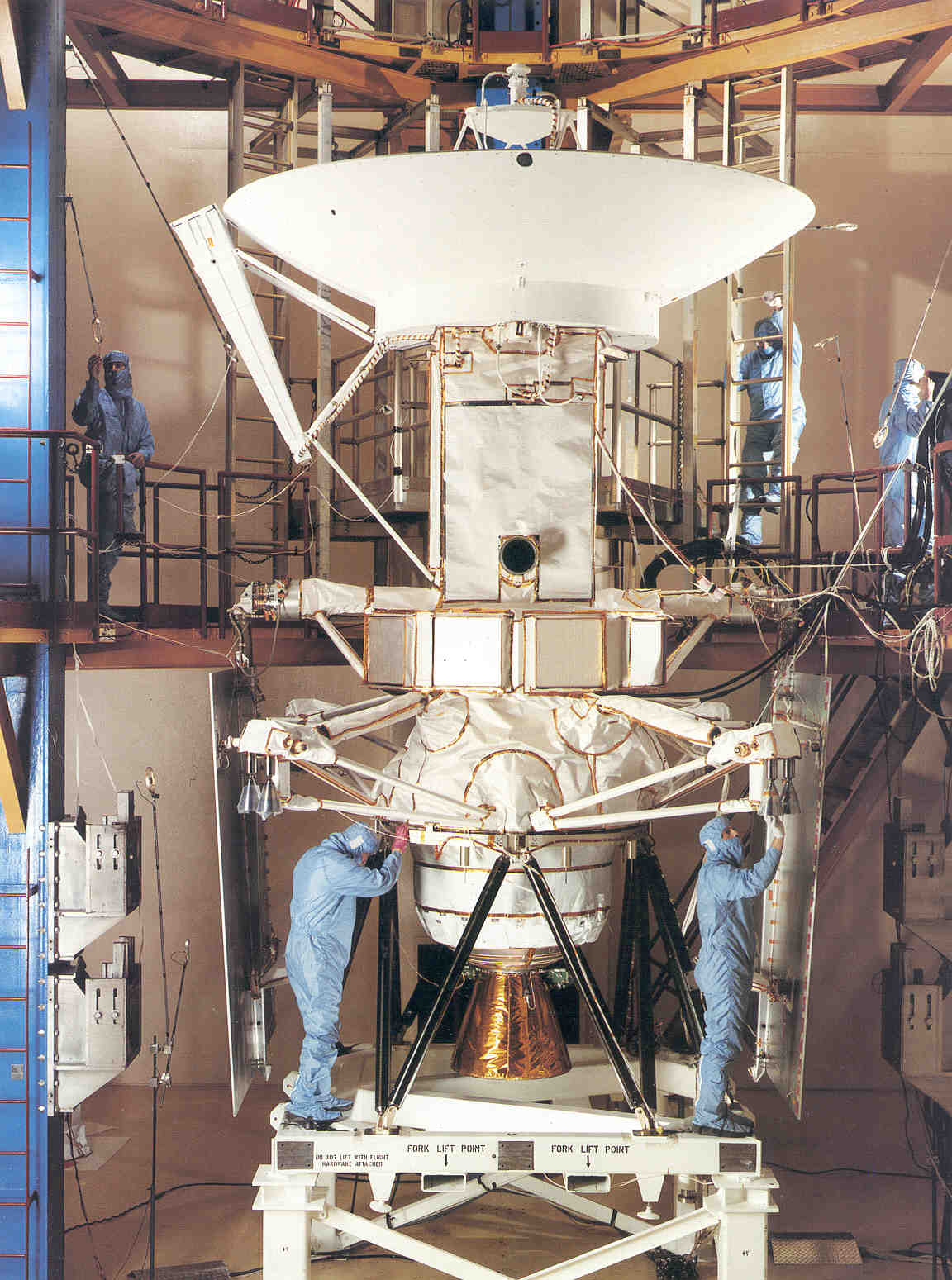
Тестування Магеллана в космічному центрі ім. Кеннеді
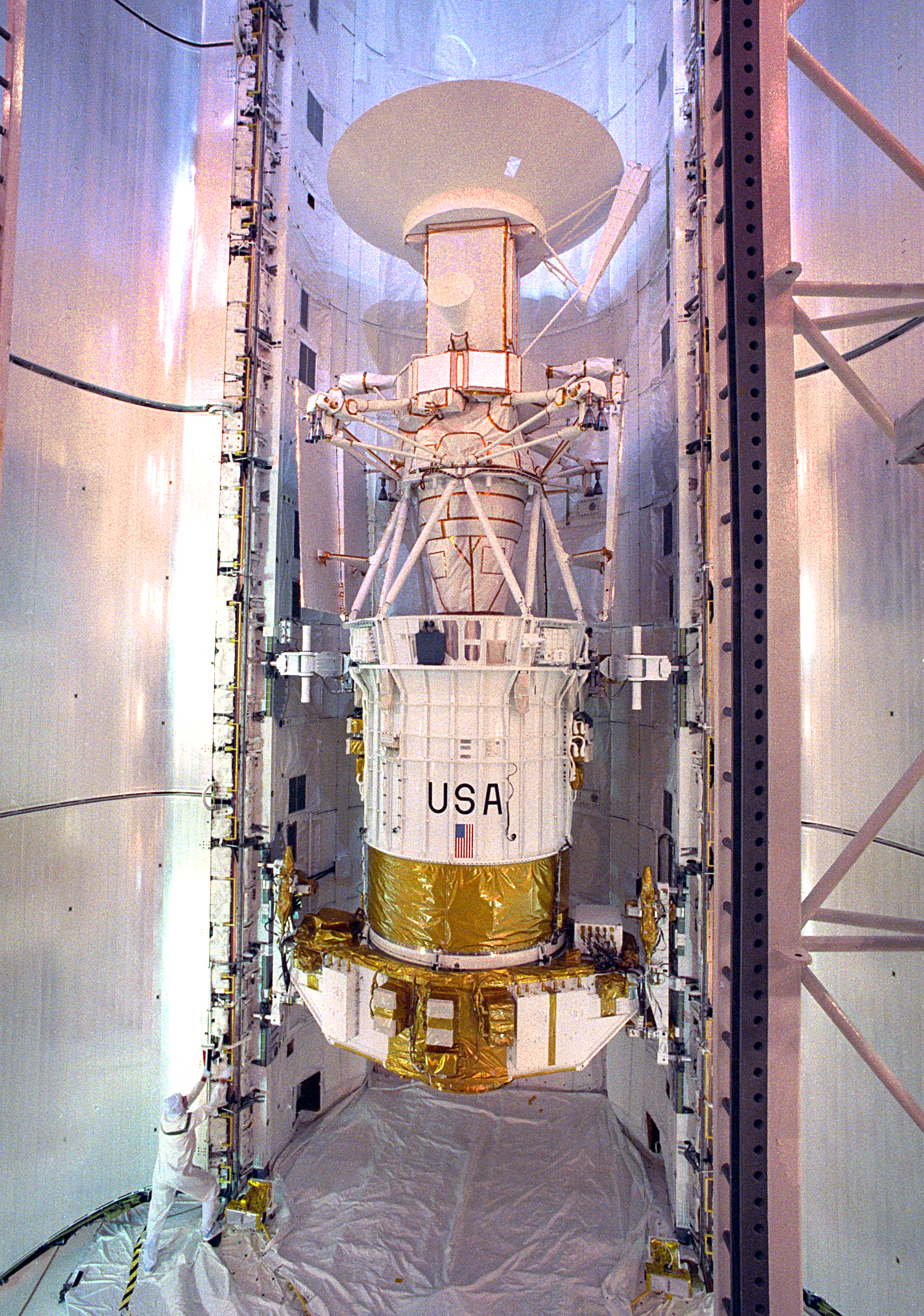
Магеллан всередині шатла «Атлантіс»
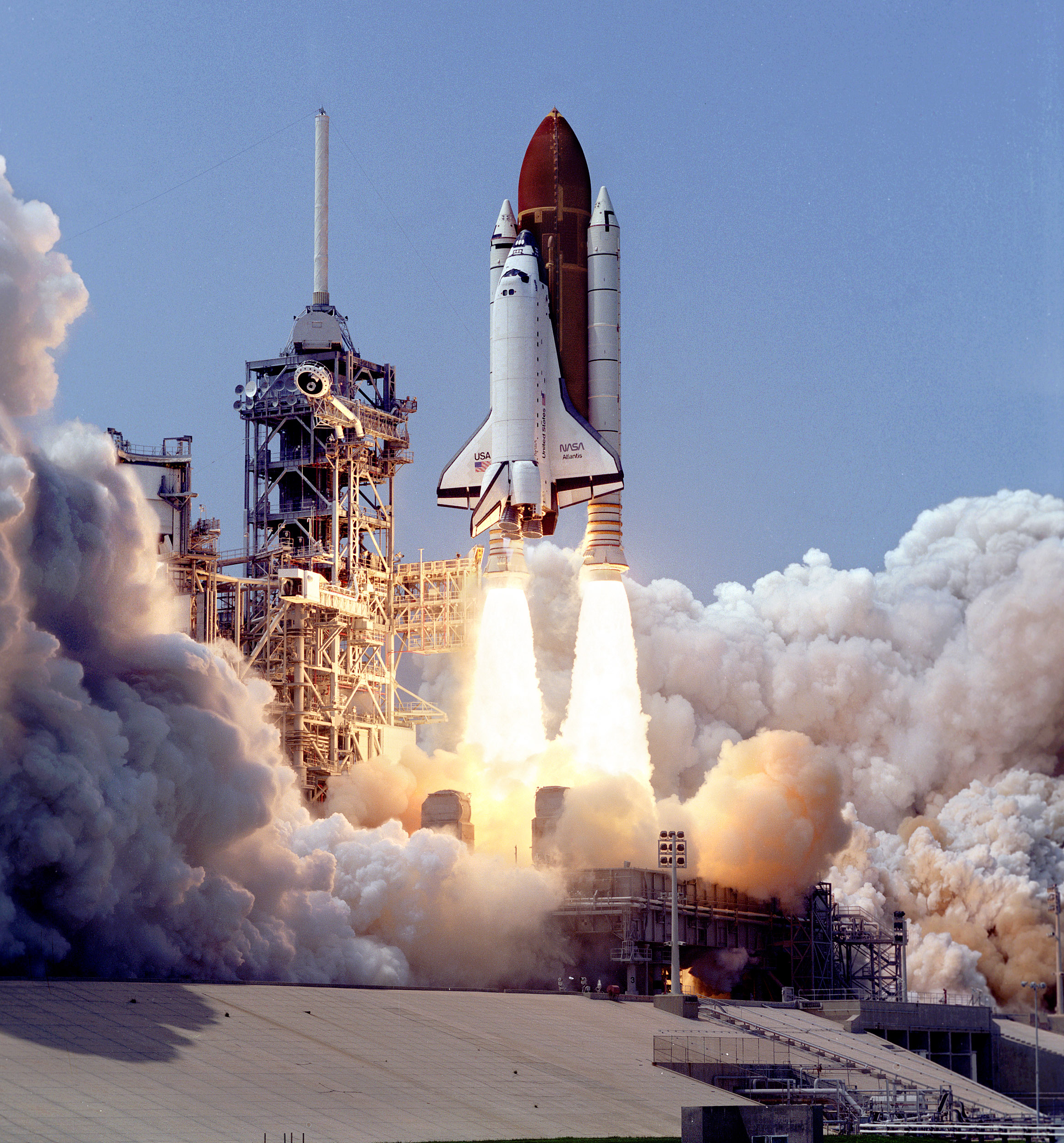
Зліт «Атлантіс» місії «STS-30»
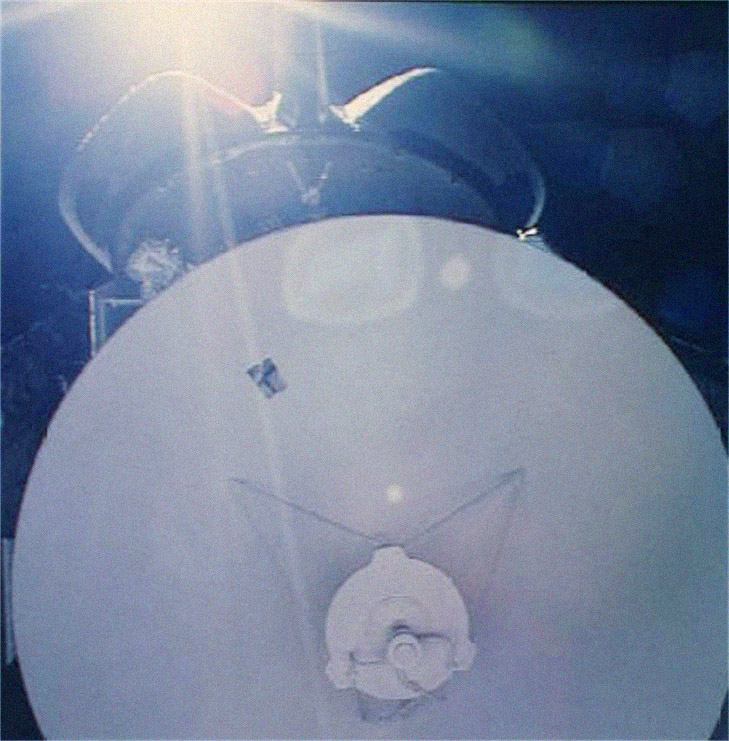
Магеллан
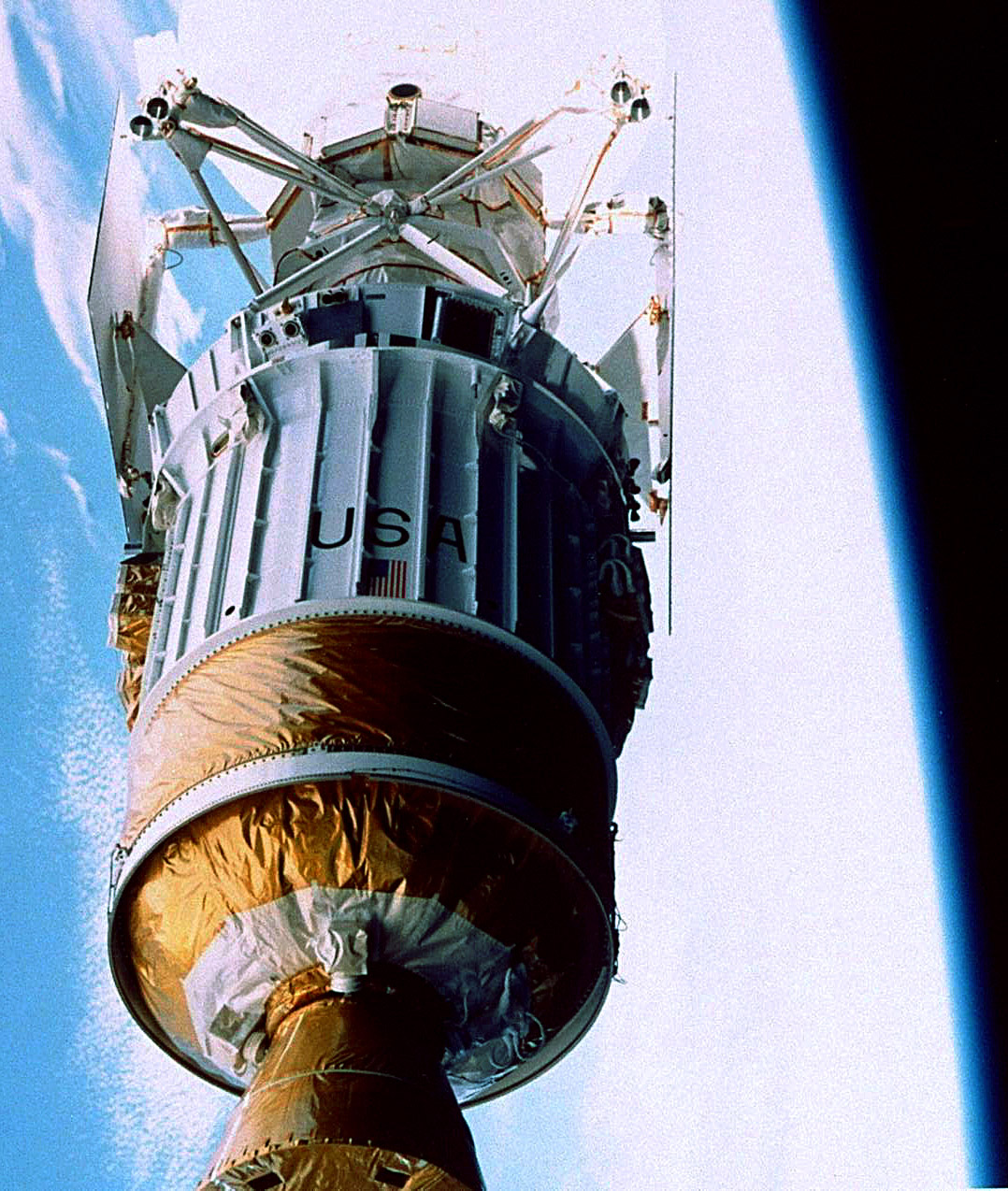
Магеллан
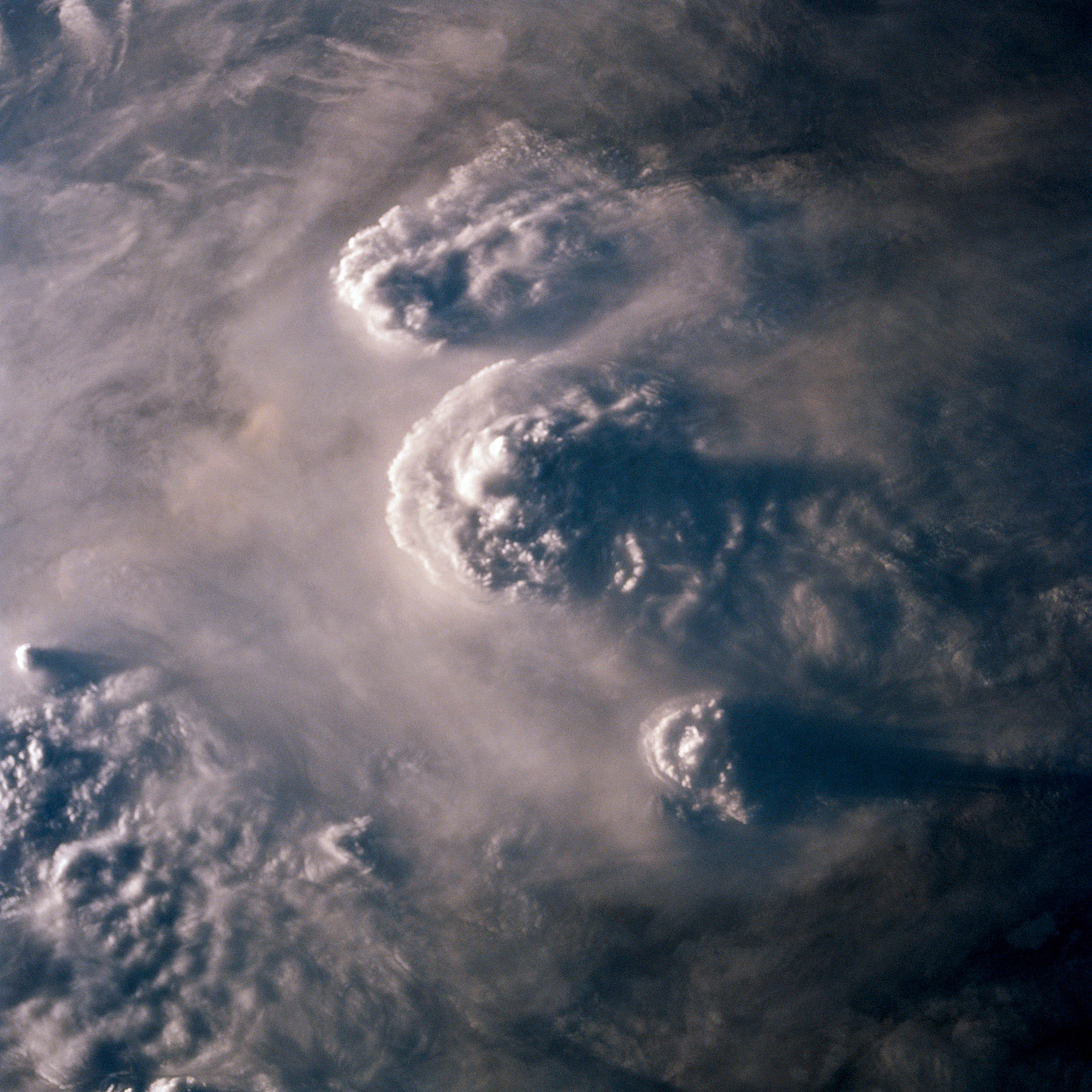
Грозові хмари з орбіти
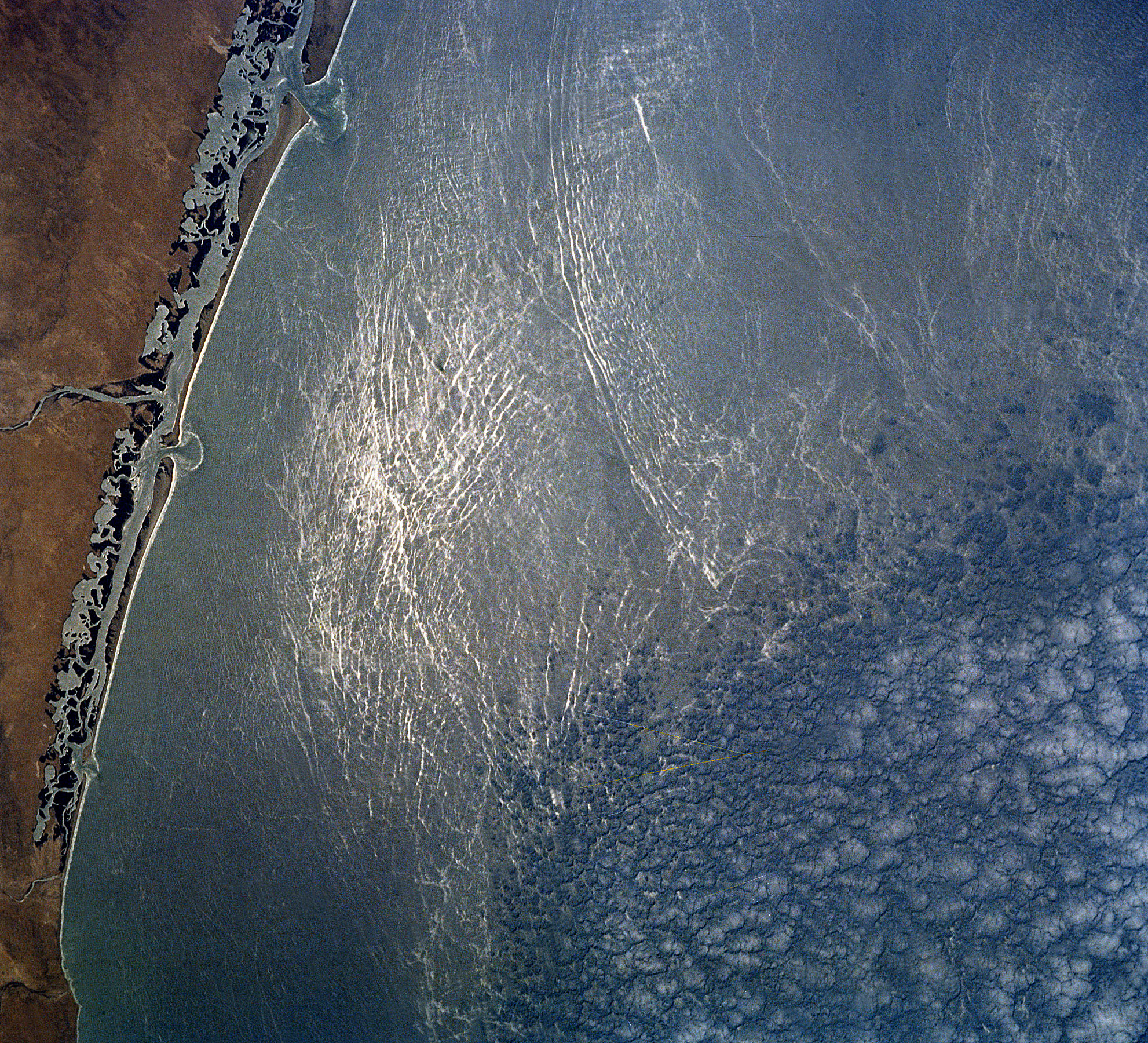
Океанські хвилі біля берегів Мексики
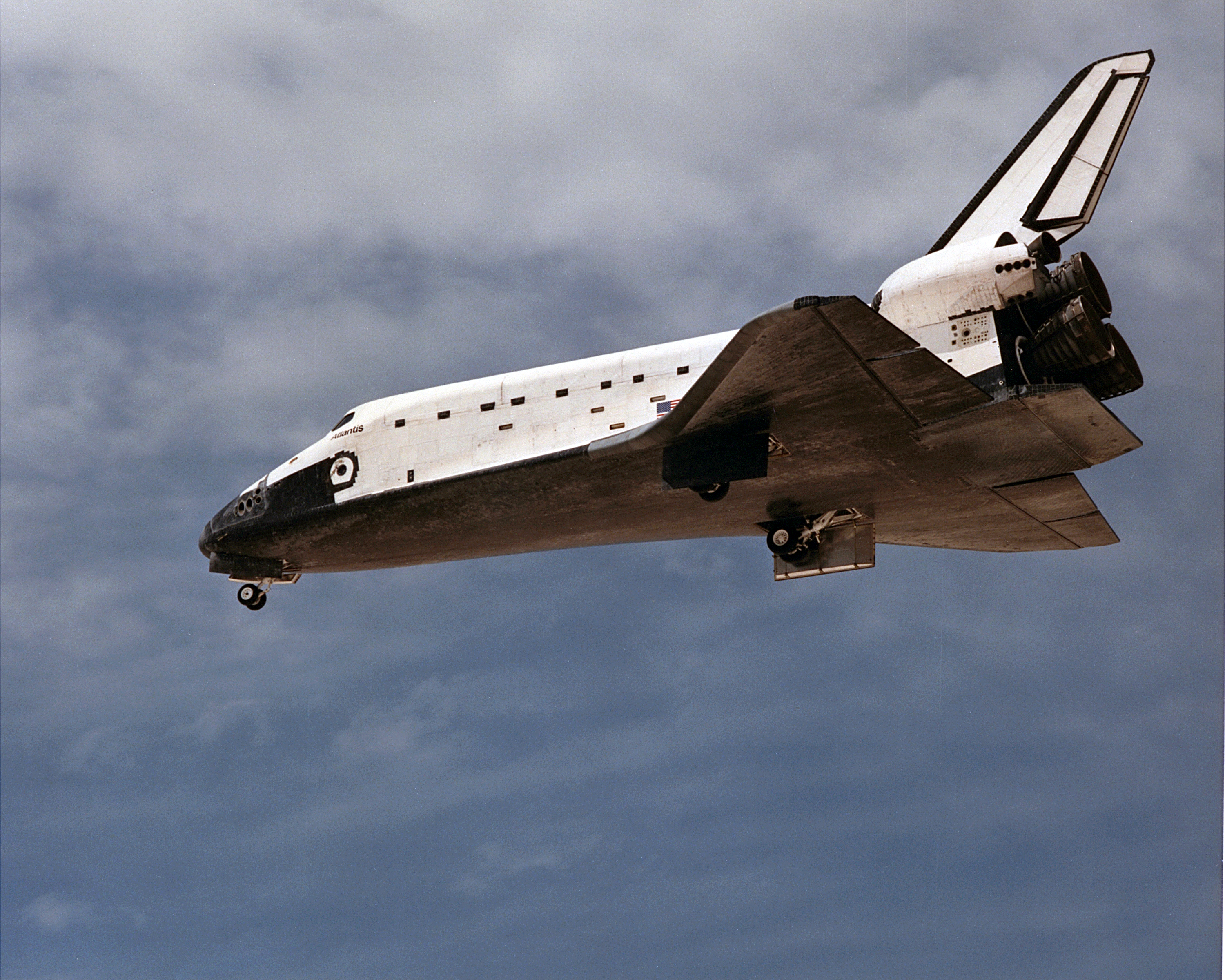
Шатл приземляється